# Јорк
Јорк (енгл. York) је град у Уједињеном Краљевству у Енглеској. Према процени из 2007. у граду је живело 147.468 становника. Богат је историјским споменицима, а годишње га посећује преко три милиона туриста. Седиште је надбискупије.

## Географија
Јорк се налази у плодној долини крај реке Уз и Фос. У доба Римљана ту су биле мочваре, па је било лако бранити тврђаву. Међутим град је подложан поплавама. Највеће поплаве у последњих 350 година биле су 2000.

## Историја
Основали су га Римљани 71. године нове ере, најпре као војну тврђаву. Римско име места је било Еборакум (лат. Eboracum). Био је највећа војна база на северу Британије, а касније главни град провинције Британија Интериор, па Британија Секунда. Цар Хадријан је 122. посетио Еборакум и заменио је гарнизон 6. легијом. Могућност трговине навела је цивилно становништво да у околини тврђаве изграде цивилно насеље, које је касније постало колонија. Септимије Север и Констанције I Хлор су користили тврђаву као своју базу за војне походе 211. и 306. Оба цара су умрли у Еборакуму.
Након римског повлачења из Британије 410. Јорк је постао главни град британске краљевине Ебраук око 470. Англи и Јити се појављују крајем 5. и почетком 6. века. Јорк је био главни град Деире, па Деире и Берникије, касније назване Нортамбрија. До почетка 7. века Јорк је био значајан центар нортумбријских краљева. Од 735. Јорк је седиште надбискупа.
Дански Викинзи су 866. заузели Јорк, а од 876. су се стално настанили у Јоркширу. То подручје је један век било познато као Викиншка краљевина Јорвик. Последњи викиншки краљ Ерик Крвава Секира је протеран и отада је Јорк део Англо-саксонске државе.
Након Норманског освајања Енглеске 1066. Јорк је претрпео тешка разарања 1069. због побуне против Вилијама Освајача. За време Нормана изграђена су два замка. Јорк је постао значајан градски и административни центар и седиште надбискупа. Током 13. и 14. века постао је повремено седиште краљевске владе. Маса је 1190. масакрирала Јевреје у Јорку. Град је напредовао током средњег века. Градило се много цркви.
Велика катедрала Минстер завршена је 1472. За време енглеског грађанског рата Јорк је био ројалистичко упориште, па су га снаге парламента опседале и заузеле 1644. Након рата Јорк је враћао некадашњу славу и до 1660. био је после Лондона и Норича највећи град у Енглеској.

## Становништво
Према процени, у граду је 2008. живело 147.468 становника.
| 1981.   | 1991.   | 2001.   |
| ------- | ------- | ------- |
| 123.126 | 124.609 | 137.505 |

## Привреда
Привреда се углавном базира на туризму, науци и сервисном сектору. У Јорку се налази једна од фабрика Нестле, Нестле Ровнтри и ту се производе чоколаде Киткет, Смартие и друге. Једна друга фабрика чоколаде преселила се 2005. у Пољску.

## Знаменитости
- Јоркшки Министер је највећа готичка катедрала у Северној Европи. Грађен је у 13 и 14. веку, а изграђен је 1472.
- средњовековне зидине из 14. века које се протежу око центра града. Дугачке су око 5 km.
- Клифорд кула је место где су масакрирани Јевреји 1190.
- Шамблес је уска средњовековна улица са трговинама, бутицима

## Партнерски градови
- Дижон
- Минстер

## Галерија
- Средњовековне зидине
- Симбол Јорка